# Яшунский, Иосиф Хаимович
Иосиф Хаимович Яшунский (пол. Józef Jaszuński; 29 декабря 1881, Гродно — 18 января 1943, Треблинка) — журналист, историк и педагог, общественный деятель, публицист, участник сионистского движения, позднее член Бунда.

## Биография
Окончил физико-математический факультет Петербургского университета (1904), в 1905—1906 учился в технической школе в Шарлоттенбурге. Под влиянием современной еврейской литературы примкнул к сионистскому движению. Был делегатом 5-го сионистского конгресса. Позднее примкнул к Бунду.
Со дня основания газеты «Дер фрайнд» (1903), сотрудничал в ней до 1912, публикуя статья под псевдонимом Бен-Хаим. Печатался в еврейских периодических изданиях на русском языке («Будущность», «Еврейская жизнь», «Восход» и «Рассвет»). Перевёл на русский язык с немецкого работы по философии и математике: «Жизнь Иисуса» Д. Штрауса; «Математические развлечения и игры» Вильгельма Ареса; «Raum und Zeit» Г. Минковского; «Новые методы небесной механики» А. Пуанкаре; «Fragen der Elementargeometrie» Ф. Энрикеса.
В 1912—1414 годах секретарь редакции «Нового энциклопедического словаря Брокгауза и Ефрона», с 1914 года соредактор, а затем до 1916 года редактор «Малого энциклопедического словаря». Во время Первой мировой войны писал статьи для «Дер тог», «Петроградер тогблат» и «Ди идише фолксблат» (Киев). В 1916—1917 годах редактор петербургского отдела журнала «Новый путь».
В 1920 году покинул Россию, жил в Вильно, работал в ОРТе. В 1924—1928 годах директор еврейской гимназии в Вильно. Публиковался в виленских газетах на идише («Вилнер тог», «Бихер-велт» и «Литерарише блетер»). С 1922 года вёл еженедельную рубрику «Беседы о науке и технике» в варшавской газете «Фолкс-цайтунг».
С 1928 года жил в Варшаве. Был вице-президентом совета директоров ОРТа и директором штаб-офиса ОРТа Польши. Входил в совет еврейской общины Варшавы. Был членом президиума YIVO.
Во время Второй мировой войны был членом юденрата и заместителем председателя Żydowskiej Samopomocy Społecznej (ŻSS). В 1943 году погиб вместе с семьёй в лагере Треблинка.